# آهنگ زنگ (ریمیکس)
«آهنگ زنگ (ریمیکس)» (به انگلیسی: Ringtone) ترانه‌ای از گروهٔ دونفرهٔ موسیقی تجربی ۱۰۰ گکز تشکیل شده از دیلن بردی و لورا لس از آلبوم ریمیکس آن‌ها ۱۰۰۰ گکز و درخت سرنخ‌ها (۲۰۲۰) می‌باشد.